# Messi Màxim
Messi Màxim, en llatí Messius Maximus, íntim amic de Plini el Jove, fou un notable romà possiblement nascut a Verona, i certament va tenir una gran influència en aquella ciutat. Estava casat amb una dona veronesa, segons Plini el Jove, que li va recomanar a Arrià, un amic seu de la ciutat d'Altinum, a la regió de Venetia. Més endavant el van enviar com a comissionat a l'Acaia per arranjar els afers de les ciutats lliures de la província, i Plini li va enviar una carta a imitació de la que Ciceró va escriure al seu germà Quint, per indicar-li de quina manera havia de complir els deures d'aquesta missió. Va escriure un llibre que Plini va elogiar d'una manera extravagant. Plini el va consultar sovint per als seus propis escrits. Es conserven més d'una dotzena de cartes de Plini a Messi Màxim.